# Catarina Marcelino
Catarina Marcelino (Montijo, 25 de enero de 1971) es una antropóloga y política portuguesa. Fue Secretaria de Estado de Ciudadanía e Igualdad en el XXI Gobierno Constitucional portugués entre 2015 y 2017 y diputada en la Asamblea de la República de Portugal de 2009 a 2020, cuando dejó el cargo para ocupar el cargo de vicepresidenta del Instituto da Segurança Social (Instituto de la Seguridad Social - ISS).

## Biografía
Catarina Marcelino Rosa da Silva nació en Montijo, en el distrito portugués de Setúbal, el 25 de enero de 1971. Se licenció en antropología por el ISCTE - Instituto Universitario de Lisboa y obtuvo un máster en género, poder y violencia por el Instituto Superior de Psicología Aplicada (ISPA), también en Lisboa.

## Trayectoria
Marcelino se afilió al Partido Socialista Portugués (PS). Trabajó en los ayuntamientos de Montijo y Lisboa, y luego fue Presidenta de la Asamblea Municipal de su ciudad natal, Montijo. Fue adjunta al Secretario de Estado de Seguridad Social de 2005 a 2009 y presidió la Comisión para la Igualdad en el Trabajo y el Empleo de febrero a octubre de 2009. En 2009 fue elegida diputada en la Asamblea de la República, ejerciendo en las XI, XII, XIII y XIV Legislaturas, entre 2009 y 2020. Entre 2010 y 2013 fue presidenta del Departamento Nacional de Mujeres Socialistas. Trabajó en el Departamento de Economía e Innovación del Ayuntamiento de Lisboa entre 2011 y 2013, donde desarrolló e implementó el Proyecto Lisboa Empreende.
Entre 2015 y 2017, fue secretaria de Estado de Ciudadanía e Igualdad en el XXI Gobierno Constitucional portugués y, al volver a la Asamblea, vicepresidenta de la comisión parlamentaria de Trabajo y Seguridad Social. 
Marcelino desempeñó un papel fundamental en la creación de la Ley de Identidad de Género en Portugal . Esta ley, aprobada en 2018, permite que las personas mayores de 16 años puedan cambiar su nombre y sexo en el documento de identidad sin necesidad de presentar un informe médico, promoviendo el derecho a la autodeterminación de la identidad de género y expresión de género.
En 2020 dimitió de la Asamblea para ser vicepresidenta del Instituto de la Seguridad Social.
Además de las actividades gubernamentales, Marcelino ha estado vinculada a numerosos proyectos de voluntariado, como el apoyo a personas sin hogar y el trabajo con la Liga Portuguesa contra el SIDA, así como el apoyo a ONG que trabajan en la antigua colonia portuguesa de Guinea Bissau. Colabora habitualmente con artículos en periódicos portugueses.

## Premios y honores
En 2017, Marcelino recibió el Premio Arcoíris 2017 de la Associação ILGA Portugal - (Asociación de Lesbianas, Gays, Bisexuales, Trans e Intersexuales). En la mención que le otorgaba el premio, se señalaba que:
«Los gobiernos son uno de los principales agentes de discriminación y estigmatización de lesbianas, gays, bisexuales, trans e intersexuales. Hoy en día, es esencial que quien represente al Estado tome conciencia de la enorme responsabilidad de su papel. Catarina Marcelino, supo hacerlo. Implementó políticas que promueven la igualdad efectiva y aseguró por primera vez la existencia de recursos específicos para apoyar a las víctimas LGBTI. Se implicó personalmente en el proyecto de ley del Gobierno que establecía el derecho a la autodeterminación de la identidad de género y el derecho a la protección de las características sexuales, una iniciativa construida en constante diálogo con las asociaciones LGBTI. Luchó contra la discriminación en ámbitos tan diversos como el deporte, el trabajo y la religión.»